# Daniel James (futbolista)
Daniel Owen James (Beverley, Inglaterra, Reino Unido, 10 de noviembre de 1997) es un futbolista británico que juega en la posición de centrocampista para el Leeds United F. C. de la Premier League de Inglaterra.

## Selección nacional
Tras jugar con la selección de fútbol sub-17 de Gales, la sub-19, la sub-20 y la sub-21, finalmente debutó con la selección absoluta el 20 de noviembre de 2018. Lo hizo en un partido amistoso contra Albania que finalizó con un resultado de 1-0 a favor del combinado albanés tras el gol de Bekim Balaj.

### Goles internacionales
| # | Fecha                   | Estadio                                | Oponente        | Gol | Resultado | Competición                         |
| - | ----------------------- | -------------------------------------- | --------------- | --- | --------- | ----------------------------------- |
| 1 | 24 de marzo de 2019     | Cardiff City Stadium, Cardiff, Gales   | Eslovaquia      | 1-0 | 1–0       | Clasificación para la Eurocopa 2020 |
| 2 | 9 de septiembre de 2019 | Cardiff City Stadium, Cardiff, Gales   | Bielorrusia     | 1-0 | 1–0       | Amistoso                            |
| 3 | 18 de noviembre de 2020 | Cardiff City Stadium, Cardiff, Gales   | Finlandia       | 2-0 | 3–1       | Liga de Naciones de la UEFA 2020-21 |
| 4 | 30 de marzo de 2021     | Cardiff City Stadium, Cardiff, Gales   | República Checa | 1-0 | 1–0       | Clasificación para el Mundial 2022  |
| 5 | 8 de octubre de 2021    | Sinobo Stadium, Praga, República Checa | República Checa | 2-2 | 2–2       | Clasificación para el Mundial 2022  |
| 6 | 16 de junio de 2023     | Cardiff City Stadium, Cardiff, Gales   | Armenia         | 1-0 | 2–4       | Clasificación para la Eurocopa 2024 |
| 7 | 21 de marzo de 2024     | Cardiff City Stadium, Cardiff, Gales   | Finlandia       | 4-1 | 4–1       | Clasificación para la Eurocopa 2024 |
| 8 | 22 de marzo de 2025     | Cardiff City Stadium, Cardiff, Gales   | Kazajistán      | 1-0 | 3–1       | Clasificación para el Mundial 2026  |

## Estadísticas

### Clubes
Actualizado al último partido disputado el 18 de abril de 2025.
| Club                               | Div.          | Temporada     | Liga  | Liga  | Copas nacionales | Copas nacionales | Copas internacionales | Copas internacionales | Total | Total |
| Club                               | Div.          | Temporada     | Part. | Goles | Part.            | Goles            | Part.                 | Goles                 | Part. | Goles |
| ---------------------------------- | ------------- | ------------- | ----- | ----- | ---------------- | ---------------- | --------------------- | --------------------- | ----- | ----- |
| Swansea City A. F. C. Gales        | 1.ª           | 2017-18       | 0     | 0     | 1                | 1                | —                     | —                     | 1     | 1     |
| Shrewsbury Town F. C. Gales        | 3.ª           | 2017-18       | 0     | 0     | 0                | 0                | —                     | —                     | 0     | 0     |
| Shrewsbury Town F. C. Gales        | Total club    | Total club    | 0     | 0     | 0                | 0                | 0                     | 0                     | 0     | 0     |
| Swansea City A. F. C. Gales        | 2.ª           | 2018-19       | 33    | 4     | 5                | 1                | —                     | —                     | 38    | 5     |
| Swansea City A. F. C. Gales        | Total club    | Total club    | 33    | 4     | 6                | 2                | 0                     | 0                     | 39    | 6     |
| Manchester United F. C. Inglaterra | 1.ª           | 2019-20       | 33    | 3     | 7                | 0                | 6                     | 1                     | 46    | 4     |
| Manchester United F. C. Inglaterra | 1.ª           | 2020-21       | 15    | 3     | 2                | 0                | 9                     | 2                     | 26    | 5     |
| Manchester United F. C. Inglaterra | 1.ª           | 2021-22       | 2     | 0     | —                | —                | —                     | —                     | 2     | 0     |
| Manchester United F. C. Inglaterra | Total club    | Total club    | 50    | 6     | 9                | 0                | 15                    | 3                     | 74    | 9     |
| Leeds United F. C. Inglaterra      | 1.ª           | 2021-22       | 32    | 4     | 3                | 0                | ―                     | ―                     | 35    | 4     |
| Leeds United F. C. Inglaterra      | 1.ª           | 2022-23       | 4     | 0     | 1                | 0                | ―                     | ―                     | 5     | 0     |
| Fulham F. C. Inglaterra            | 1.ª           | 2022-23       | 20    | 2     | 3                | 1                | —                     | —                     | 23    | 3     |
| Fulham F. C. Inglaterra            | Total club    | Total club    | 20    | 2     | 3                | 1                | 0                     | 0                     | 23    | 3     |
| Leeds United F. C. Inglaterra      | 2.ª           | 2023-24       | 43    | 13    | 3                | 0                | —                     | —                     | 46    | 13    |
| Leeds United F. C. Inglaterra      | 2.ª           | 2024-25       | 36    | 12    | 1                | 0                | —                     | —                     | 37    | 12    |
| Leeds United F. C. Inglaterra      | Total club    | Total club    | 115   | 29    | 8                | 0                | 0                     | 0                     | 123   | 29    |
| Total carrera                      | Total carrera | Total carrera | 218   | 41    | 26               | 3                | 15                    | 3                     | 259   | 47    |
| 1. 2.                              |               |               |       |       |                  |                  |                       |                       |       |       |

## Palmarés

### Títulos nacionales
| Título           | Club               | País       | Año  |
| ---------------- | ------------------ | ---------- | ---- |
| EFL Championship | Leeds United F. C. | Inglaterra | 2025 |